# Compétition masculine du pentathlon moderne aux Jeux olympiques d'été de 2016
Navigation
Londres 2012 Tokyo 2020
L'épreuve masculine du pentathlon moderne des Jeux olympiques d'été de 2016 se déroule le 20 août.

## Médaillés
| Or               | Argent             | Bronze                           |
| Aleksander Lesun | Pavlo Tymoshchenko | Ismael Marcelo Hernández Uscanga |

## Format de la compétition
- Escrime : La discipline d'escrime utilise l'épée. La compétition est une épreuve où tous les participants se rencontrent. Chaque assaut dure une minute, avec la première touche gagnante. Si au bout de la minute il n'y a pas de touche, il y a double défaite. Un bon niveau d'escrime international se situe entre 238 et 250 points. Après un pourcentage, un score de 70 % vaut 250 points. La première victoire rapporte 106 points et chaque victoire en plus ajoute 6 points au total. L'épreuve se complète d'une compétition de type ladder permettant d'obtenir des points de bonus[1].
- Natation : L'épreuve de natation est un 200 mètres nage libre. Les concurrents sont classés selon leur meilleur temps sur la distance. Un bon niveau international masculin correspond à une fourchette de 2 min et 2 min5 s.
- Équitation : La discipline d'équitation consiste en un saut d'obstacles sur une course de 350 à 450 mètres avec 12 à 15 obstacles. Les concurrents sont associés par tirage au sort à un cheval 20 minutes avant le début de l'épreuve. Chaque cheval fait au minimum deux fois le tour et au maximum 3 en un temps limité. Il y a également un ou deux chevaux de réserve si un cheval se blesse ou s'il a fait un parcours trop catastrophique le premier tour. Le score est basé sur les pénalités pour barres tombées, refus ou temps limite dépassé.
- Combiné course/tir : il s'agit de la modification la plus récente du règlement du pentathlon moderne, afin de le rendre plus spectaculaire : le tir et la course à pied, auparavant disputés en deux épreuves distinctes, se trouvent maintenant mêlés en un combiné, qui n'est pas sans rappeler le biathlon à ski, dont il s'inspire. L'épreuve de combiné consiste en un cross-country de 3 200 mètres ponctué de 4 arrêts à un stand de tir où les concurrents utilisent un pistolet à tir laser et visent une cible située à 10 mètres. Le premier tir a lieu au départ, le second à 800 mètres de course, le troisième à 1 600 mètres, le dernier à 2 400 mètres. À chaque fois, le pentathlète doit toucher 5 cibles le plus rapidement possible, en un temps maximum de 1 min 10 s. Les concurrents sont classés selon leurs scores dans les trois premières disciplines et partent avec des temps différents, le leader partant le premier. 1 point correspond à 1 seconde d'écart. La première personne à franchir la ligne d'arrivée est la gagnante du pentathlon.

## Résultats
| Rang                                | Athlète                          | Nation             | Escrime Victoires (pts+bonus) | Natation Temps (pts)    | Équitation Temps (pts) | Combiné Temps (pts)      | Total |
| ----------------------------------- | -------------------------------- | ------------------ | ----------------------------- | ----------------------- | ---------------------- | ------------------------ | ----- |
| Médaille d'or, Jeux olympiques      | Aleksander Lesun                 | Russie             | 28 (268+0, OR)                | 2 min 05 s 58 (324)     | 71 s 02 (279)          | 11 min 32 s 35 (608)     | 1 479 |
| Médaille d'argent, Jeux olympiques  | Pavlo Tymoshchenko               | Ukraine            | 21 (226+1)                    | 2 min 05 s 59 (324)     | 65 s 43 (286)          | 11 min 05 s 74 (635)     | 1 472 |
| Médaille de bronze, Jeux olympiques | Ismael Marcelo Hernández Uscanga | Mexique            | 18 (208+0)                    | 2 min 02 s 12 (334)     | 71 s 78 (300)          | 11 min 14 s 33 (626)     | 1 468 |
| 4                                   | Valentin Prades                  | France             | 21 (226+1)                    | 2 min 04 s 44 (327)     | 77 s 92 (277)          | 11 min 04 s 06 (636)     | 1 467 |
| 5                                   | Riccardo De Luca                 | Italie             | 20 (220+2)                    | 2 min 09 s 36 (312)     | 71 s 56 (300)          | 11 min 07 s 23 (633)     | 1 467 |
| 6                                   | Patrick Dogue                    | Allemagne          | 23 (238+3)                    | 2 min 07 s 65 (318)     | 80 s 73 (288)          | 11 min 23 s 36 (617)     | 1 463 |
| 7                                   | Max Esposito                     | Australie          | 14 (184+1)                    | 1 min 59 s 71 (341)     | 74 s 39 (300)          | 11 min 04 s 97 (636)     | 1 462 |
| 8                                   | Arthur Lanigan O'Keeffe          | Irlande            | 16 (196+2)                    | 2 min 03 s 03 (331)     | 74 s 83 (300)          | 11 min 12 s 21 (628)     | 1 457 |
| 9                                   | David Svoboda                    | République tchèque | 21 (226+0)                    | 2 min 05 s 59 (324)     | 79 s 48 (282)          | 11 min 20 s 92 (620)     | 1 452 |
| 10                                  | Joseph Choong                    | Grande-Bretagne    | 22 (222+2)                    | 1 min 58 s 50 (345)     | 70 s 31 (293)          | 11 min 51 s 59 (589)     | 1 451 |
| 11                                  | Nathan Schrimsher                | États-Unis         | 20 (220+0)                    | 2 min 00 s 87 (338)     | 79 s 42 (282)          | 11 min 30 s 76 (610)     | 1 450 |
| 12                                  | Ádám Marosi                      | Hongrie            | 16 (196+0)                    | 2 min 01 s 66 (335)     | 67 s 87 (293)          | 11 min 19 s 84 (621)     | 1 445 |
| 13                                  | Jung Jin-hwa                     | Corée du Sud       | 17 (202+1)                    | 2 min 00 s 82 (338)     | 78 s 75 (283)          | 11 min 21 s 80 (619)     | 1 443 |
| 14                                  | James Cooke                      | Grande-Bretagne    | 14 (184+1)                    | 1 min 55 s 60 (354, OR) | 80 s 48 (288)          | 11 min 31 s 07 (609)     | 1 436 |
| 15                                  | Charles Fernández                | Guatemala          | 19 (214+0)                    | 2 min 03 s 18 (331)     | 80 s 58 (271)          | 11 min 21 s 49 (619)     | 1 435 |
| 16                                  | Cao Zhongrong                    | Chine              | 17 (202+2)                    | 2 min 00 s 08 (340)     | 74 s 31 (300)          | 11 min 51 s 14 (589)     | 1 433 |
| 17                                  | Bence Demeter                    | Hongrie            | 19 (214+3)                    | 2 min 03 s 89 (329)     | 74 s 62 (265)          | 11 min 21 s 98 (619)     | 1 430 |
| 18                                  | Guo Jianli                       | Chine              | 19 (214+0)                    | 2 min 01 s 94 (335)     | 73 s 06 (286)          | 11 min 46 s 21 (594)     | 1 429 |
| 19                                  | Jun Woong-tae                    | Corée du Sud       | 13 (178+0)                    | 2 min 00 s 88 (338)     | 73 s 91 (272)          | 11 min 02 s 50 (638, OR) | 1 426 |
| 20                                  | Valentin Belaud                  | France             | 19 (214+2)                    | 2 min 07 s 83 (317)     | 74 s 31 (286)          | 11 min 39 s 37 (601)     | 1 420 |
| 21                                  | Christian Zillekens              | Allemagne          | 16 (196+0)                    | 2 min 06 s 24 (322)     | 75 s 90 (286)          | 11 min 27 s 45 (613)     | 1 417 |
| 22                                  | Tomoya Miguchi                   | Japon              | 20 (220+0)                    | 2 min 02 s 62 (333)     | 80 s 30 (281)          | 12 min 02 s 88 (578)     | 1 412 |
| 23                                  | Omar El Geziry                   | Égypte             | 23 (238+1)                    | 2 min 03 s 62 (330)     | 75 s 10 (265)          | 12 min 11 s 94 (569)     | 1 403 |
| 24                                  | Pierpaolo Petroni                | Italie             | 13 (178+1)                    | 2 min 05 s 51 (324)     | 75 s 94 (293)          | 11 min 39 s 60 (601)     | 1 397 |
| 25                                  | Amro El Geziry                   | Égypte             | 18 (208+0)                    | 1 min 55 s 80 (353)     | 77 s 23 (291)          | 12 min 39 s 19 (541)     | 1 393 |
| 26                                  | Andriy Fedechko                  | Ukraine            | 16 (196+2)                    | 2 min 05 s 53 (324)     | 79 s 49 (275)          | 11 min 47 s 68 (593)     | 1 390 |
| 27                                  | Szymon Staśkiewicz               | Pologne            | 21 (226+1)                    | 2 min 10 s 16 (310)     | 73 s 44 (258)          | 11 min 45 s 88 (595)     | 1 390 |
| 28                                  | Ruslans Nakoņečnijs              | Lettonie           | 13 (178+2)                    | 2 min 03 s 83 (329)     | 72 s 45 (272)          | 11 min 35 s 70 (605)     | 1 386 |
| 29                                  | Shohei Iwamoto                   | Japon              | 9 (154+0)                     | 2 min 08 s 65 (315)     | 74 s 90 (300)          | 11 min 54 s 59 (586)     | 1 355 |
| 30                                  | Emmanuel Zapata                  | Argentine          | 11 (166+0)                    | 2 min 06 s 66 (320)     | 77 s 50 (277)          | 12 min 03 s 19 (577)     | 1 340 |
| 31                                  | Felipe Nascimento                | Brésil             | 9 (154+1)                     | 2 min 05 s 39 (324)     | 75 s 72 (251)          | 12 min 15 s 59 (565)     | 1 295 |
| 32                                  | José Figueroa                    | Cuba               | 9 (154+2)                     | 2 min 15 s 39 (294)     | 122 s 31 (233)         | 12 min 49 s 13 (531)     | 1 214 |
| 33                                  | Dimitar Krastanov                | Bulgarie           | 19 (214+1)                    | 2 min 04 s 96 (326)     | EL (0)                 | 11 min 02 s 95 (638)     | 1 179 |
| 34                                  | Justinas Kinderis                | Lituanie           | 18 (208+3)                    | 2 min 06 s 84 (320)     | EL (0)                 | 11 min 27 s 33 (613)     | 1 144 |
| 35                                  | Pavel Iliashenko                 | Kazakhstan         | 18 (208+0)                    | 2 min 06 s 19 (322)     | EL (0)                 | 11 min 29 s 79 (611)     | 1 141 |
| 36                                  | Jan Kuf                          | République tchèque | 19 (214+1)                    | 2 min 05 s 94 (323)     | EL (0)                 | 12 min 15 s 62 (565)     | 1 103 |